# 제66회 영국 아카데미 영화상
제66회 영국 아카데미 영화상은 2012년의 영화를 대상으로한 영화상으로, 2013년 2월 10일에 런던 로열 오페라 하우스에서 시상식이 열렸다. 사회자는 스티븐 프라이이다.

## 후보
후보는 2013년 1월 9일에 발표되었다.
| 작품상 | 감독상 |
| --- | --- |
| 아르고 - 레 미제라블 - 라이프 오브 파이 - 링컨 - 제로 다크 서티                                                                                                  | 벤 애플렉 - 아르고 - 캐스린 비글로 - 제로 다크 서티 - 미하엘 하네케 - 아무르 - 이안 - 라이프 오브 파이 - 퀜틴 타란티노 - 장고: 분노의 추적자 |
| 남우주연상 | 여우주연상 |
| 대니얼 데이 루이스 - 링컨 - 벤 애플렉 - 아르고 - 브래들리 쿠퍼 - 실버라이닝 플레이북 - 휴 잭맨 - 레 미제라블 - 호아킨 피닉스 - 마스터                            | 에마뉘엘 리바 - 아무르 - 제시카 채스테인 - 제로 다크 서티 - 마리옹 꼬띠아르 - 러스트 앤 본 - 제니퍼 로런스 - 실버라이닝 플레이북 - 헬렌 미렌 - 히치콕 |
| 남우조연상 | 여우조연상 |
| 크리스토프 발츠 - 장고: 분노의 추적자 - 앨런 아킨 - 아르고 - 하비에르 바르뎀 - 007 스카이폴 - 필립 시모어 호프먼 - 마스터 - 토미 리 존스 - 링컨                  | 앤 해서웨이 - 레 미제라블 - 에이미 애덤스 - 마스터 - 주디 덴치 - 007 스카이폴 - 샐리 필드 - 링컨 - 헬렌 헌트 - 세션: 이 남자가 사랑하는 법 |
| 각본상 | 각색상 |
| 장고: 분노의 추적자 - 쿠엔틴 타란티노 - 아무르 - 미하엘 하네케 - 마스터 - 폴 토머스 앤더슨 - 문라이즈 킹덤 - 웨스 앤더슨, 로먼 코폴라 - 제로 다크 서티 - 마크 볼 | 실버라이닝 플레이북 - 데이비드 O. 러셀 - 아르고 - 크리스 테리오 - 비스트 - 루시 앨리버, 벤 제이틀린 - 라이프 오브 파이 - 데이비드 매기 - 링컨 - 토니 쿠시너 |
| 촬영상 | 신인 작가 · 감독 · 제작자상 |
| 라이프 오브 파이 - 안나 카레니나 - 레 미제라블 - 링컨 - 007 스카이폴                                                                                             | 바트 레이턴 (감독), 드미트리 도거니스 (제작자) - 디 임포스터 - 제임스 보빈 (감독) - 머펫 대소동 - 덱스터 플레처 (감독/작가), 대니 킹 (작가) - 와일드빌 - 티나 가라비 (감독/작가) - 아이 엠 나스린 - 데이비드 모리스 (감독), 재퀴 모리스 (감독/제작자) - McCullin |
| 영국 작품상 | 다큐멘터리상 |
| 007 스카이폴 - 안나 카레니나 - 베스트 엑조틱 메리골드 호텔 - 레 미제라블 - 세븐 사이코패스                                                                       | 서칭 포 슈가맨 - 디 임포스터 - 말리 - McCullin - 웨스트 오브 멤피스 |
| 음악상 | 음향상 |
| 007 스카이폴 - 안나 카레니나 - 아르고 - 라이프 오브 파이 - 링컨                                                                                                  | 레 미제라블 - 장고: 분노의 추적자 - 호빗: 뜻밖의 여정 - 라이프 오브 파이 - 007 스카이폴 |
| 미술상 | 시각효과상 |
| 레 미제라블 - 안나 카레니나 - 라이프 오브 파이 - 링컨 - 007 스카이폴                                                                                             | 라이프 오브 파이 - 어벤져스 - 다크 나이트 라이즈 - 호빗: 뜻밖의 여정 - 프로메테우스 |
| 의상상 | 분장상 |
| 안나 카레니나 - 위대한 유산 - 레 미제라블 - 링컨 - 스노우 화이트 앤 더 헌츠맨                                                                                    | 레 미제라블 - 안나 카레니나 - 히치콕 - 호빗: 뜻밖의 여정 - 링컨 |
| 편집상 | 외국어 영화상 |
| 아르고 - 장고: 분노의 추적자 - 라이프 오브 파이 - 007 스카이폴 - 제로 다크 서티                                                                                  | 아무르 - 헤드헌터 - 더 헌트 - 러스트 앤 본 - 언터처블: 1%의 우정 |
| 애니메이션 영화상 | 단편 애니메이션 영화상 |
| 메리다와 마법의 숲 - 프랑켄위니 - 파라노만 | The Making of Longbird - Here to Fall - I'm Fine Thanks |
| 단편 영화상 | 떠오르는 스타상 |
| Swimmer - The Curse - Good Night - Tumult - The Voorman Problem                                                                                                  | 주노 템플 - 엘리자베스 올슨 - 앤드리아 라이즈버러 - 수라즈 샤르마 - 알리시아 비칸데르 |

## 여러 후보
- 10 - 링컨
- 9 - 레 미제라블, 라이프 오브 파이
- 8 - 007 스카이폴
- 7 - 아르고
- 6 - 안나 카레니나
- 5 - 제로 다크 서티, 장고: 분노의 추적자
- 4 - 마스터, 아무르
- 3 - 호빗: 뜻밖의 여정, 실버라이닝 플레이북
- 2 - 히치콕, 디 임포스터

## 같이 보기
- 제85회 아카데미상
- 제38회 세자르상
- 제65회 미국 감독 조합상
- 제26회 유럽 영화상
- 제70회 골든 글로브상
- 제33회 골든 래즈베리상
- 제19회 미국 배우 조합상
- 제65회 미국 작가 조합상